# Љубав је хлеб са девет кора
„Љубав је хлеб са девет кора” је југословенски ТВ филм из 1990. године. Режирао га је Станко Црнобрња а сценарио је написао Милан Шећеровић.

## Улоге
| Глумац               | Улога |
| -------------------- | ----- |
| Иван Бекјарев        |       |
| Светлана Бојковић    |       |
| Дејан Цукић          |       |
| Бора Ђорђевић        |       |
| Дино Дворник         |       |
| Милутин Мима Караџић |       |
| Никола Којо          |       |
| Оливера Марковић     |       |
| Марко Николић        |       |
| Снежана Савић        |       |
| Јосиф Татић          |       |
| Аљоша Вучковић       |       |
| Лидија Вукићевић     |       |